# Cantó de Joigny
El cantó de Joigny és un cantó francès del departament del Yonne, situat al districte d'Auxerre. Té 10 municipis i el cap és Joigny.

## Municipis
- Béon
- Cézy
- Champlay
- Chamvres
- Joigny
- Looze
- Paroy-sur-Tholon
- Saint-Aubin-sur-Yonne
- Villecien
- Villevallier

## Història
| Data d'elecció                           | Identitat         | Partit                                     | Qualitat |
| ---------------------------------------- | ----------------- | ------------------------------------------ | -------- |
| 1945-1951                                | M. Marot          | Divers gauche                              |          |
| 1951-1964                                | M. Valet          | Radical Independent, després Divers droite |          |
| 1964-1970                                | Roger Mouza       | Divers droite                              |          |
| 1970                                     | Marcel Pillin     | PCF                                        |          |
| 1970-1973                                | Gaston Houssier   | RI                                         |          |
| 1973-1982                                | M. Gateau         | Divers droite, després UDF                 |          |
| 1982-2001                                | Philippe Auberger | RPR                                        |          |
| 2001-                                    | Julien Ortega     | RPR, després UMP                           |          |
| les dades anteriors no són pas conegudes |                   |                                            |          |
|                                          |                   |                                            |          |